# Janne Holmlund
Jan Henry "Janne" Holmlund, född 29 mars 1957 i Gällivare i Lappland, är en svensk tidigare backhoppare som representerade Koskullskulle AIF.

## Karriär
Under Skid-VM 1978 i Lahtis i Finland startade Janne Holmlund i sin första större internationella tävling. Han blev nummer 36 i normalbacken och nummer 40 i stora backen. Lagtävlingen var försöksgren i VM 1978. Janne Holmlund och lagkamraterna blev nummer 6.
Janne Holmlund blev svensk mästare individuellt 1979. Samma år startade han i Tysk-österrikiska backhopparveckan. Backhopparveckan säsongen 1979/1980 ingick i nystartade världscupen i backhoppning. Holmlunds första deltävling i backhopparveckan, i Schattenbergbacken i Oberstdorf i Västtyskland 30 december 1979, gav en 40:e plats. I deltävlingen i Bergiselbacken i Innsbruck i Österrike 4 januari 1980, slutade Holmlund på fjortonde plats, hans bästa placering i en deltävling i backhopparveckan. Han blev nummer 11 i världscuptävlingen i stora backen i Sapporo i Japan, vilket blev hans största framgång i en deltävling i världscupen. Han slutade på en 80:e plats sammanlagt i världscupen säsongen 1979/1980.
Holmlund blev svensk mästare i den individuella tävlingen i backhoppning även 1980. Han startade också i olympiska vinterspelen 1980 i Lake Placid i delstaten New York i USA. I normalbacken blev han nummer 34. Han föll i första omgången under tävlingen i den stora backen, vilket fick den svenske kommentatorn Sven Plex Petersson att utbrista: Nej, men va gör karl'n? Holmlund startade inte i andra omgången och slutade på 50:e och sista plats i tävlingen. 
Janne Holmlund startade i backhopparveckan säsongen 1980/1981. Bästa placeringen kom i öppningstävlingen i Oberstdorf, där han blev nummer 26. Under skidflygnings-VM 1981 i Heini Klopfer-backen i Oberstdorf i Västtyskland blev Holmlund nummer 34. Janne Holmlund avslutade backhopparkarriären 1981.